# 特氏副獅子魚
特氏副獅子鱼，为輻鰭魚綱鮋形目杜父魚亞目狮子鱼科的其中一種。分布於南冰洋流星海洋山脊，屬深海底棲性魚類，棲息深度在水深960至1010公尺，生活習性不明。